# Хималайски славей
Хималайски славей (Calliope pectoralis) е вид птица от семейство Muscicapidae. Видът е незастрашен от изчезване.

## Разпространение
Разпространен е в Бангладеш, Бутан, Китай, Индия, Казахстан, Киргизстан, Мианмар, Непал, Пакистан, Таджикистан, Тайланд, Туркменистан и Узбекистан.